# Durango (kommun)
Durango är en kommun i Spanien. Den ligger i Biscayaprovinsen i den autonoma regionen Baskien i norra delen av landet, 300 km norr om huvudstaden Madrid. Antalet invånare är 29 887 (2024). Arean är 10,73 kvadratkilometer. Durango gränsar till Abadiño, Iurreta, Izurtza, Mañaria, Dima och Amorebieta. 